# ターポン (潜水艦)
ターポン (USS Tarpon, SS-175) は、アメリカ海軍のポーパス級潜水艦の一隻。艦名は大西洋に生息するイセゴイ科のターポンに因んで命名された。インド太平洋に生息する同属のイセゴイも広義のターポンである。その名を持つ艦としては2隻目。

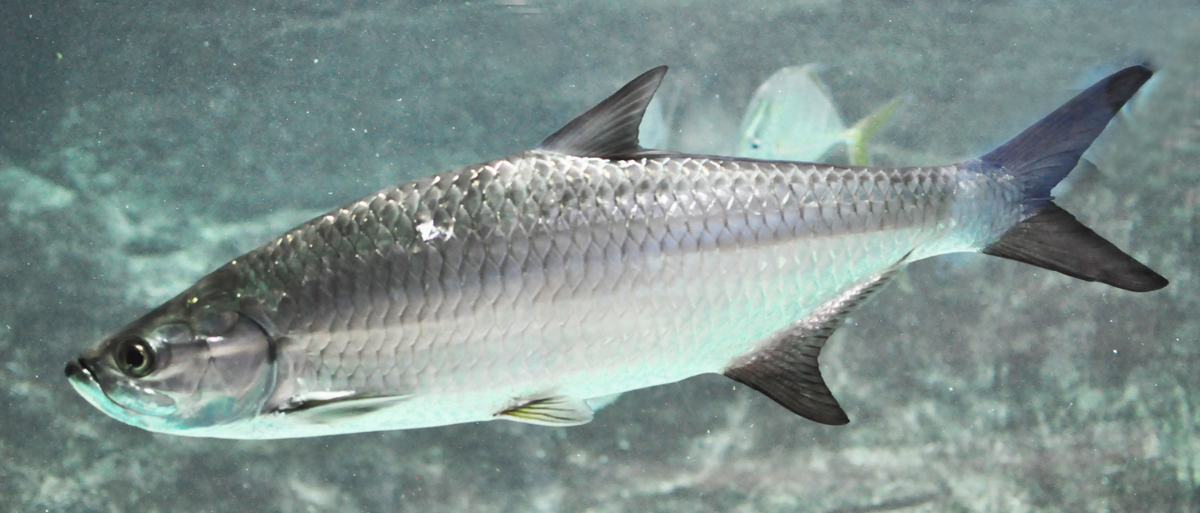
ターポン（Atlantic tarpon）

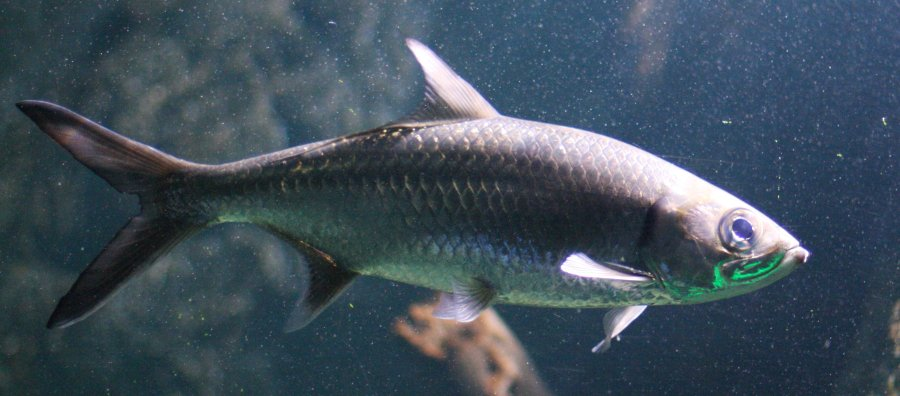
イセゴイ（Pacific tarpon）

## 艦歴
ターポンは1933年12月22日にコネチカット州グロトンのエレクトリック・ボート社で起工した。1935年9月4日にエレアノア・キャサリン・ルーズベルト（ヘンリー・ルーズベルト海軍次官補の娘）によって命名、進水し、1936年3月12日に艦長レオ・L・ペース少佐の指揮下就役する。
就役後は数年間を第13潜水分艦隊 (Submarine Division (SubDiv) 13) で過ごし、サンディエゴ沖および真珠湾で活動した。その後第14潜水分艦隊 (Submarine Division (SubDiv) 14) に転属となる。1939年10月、第14潜水分艦隊はフィリピンへ移動し、マニラで旧型のSボート6隻が加わった。全ての艦が同地で第5潜水戦隊 (Submarine Squadron 5) に再編成された。1941年10月、第15潜水分艦隊および第16潜水分艦隊が真珠湾からマニラへ移動し、アジア艦隊は潜水艦29隻に増強された。29隻は5つの分艦隊に分割され、ターポンは第203潜水分艦隊に配属となった。

### 第1、第2、第3、第4の哨戒 1941年12月 - 1942年6月
日本軍による真珠湾攻撃の2日後の12月10日までには、18隻の潜水艦がフィリピンを出航しそれぞれ最初の哨戒に向かった。ターポンもルイス・ウォーレス少佐（アナポリス1925年組）の指揮下、ただちに出撃することとなった。12月9日、ターポンは最初の哨戒でルソン島南東海域、アルベイ湾方面に向かった。哨戒では数隻の日本軍艦艇を確認したものの、適切な攻撃位置を取ることができず、ターポンは1本の魚雷も発射することはなかった。哨戒中にマニラは陥落し、ターポンはオーストラリアに向かった。1942年1月11日、ターポンは33日間の行動を終えてダーウィンに帰投した。
1月25日、ターポンは2回目の哨戒でモルッカ諸島方面に向かった。1月30日に輸送船団を観測したが、護衛艦の警備が厳しくターポンは追跡をあきらめた。2月11日、ターポンは浮上して探索を行っているときに敵のサーチライトによって照射された。緊急潜航したものの4発の爆雷攻撃により艦首部分および方向舵角度指示器、左舷信号表示器が損傷した。2月23日から24日にかけての晩にターポンはフローレス島西方のボーリング海峡で座礁した。弾薬、真水、燃料、魚雷を投棄したものの、後退して離礁するに十分な軽量化とはならなかった。その後原住民のボートで士官1名がアダナラ島に渡った。彼は島に住む唯一の白人であるオランダの宣教師、H・フォン・デン・ルイストと共に艦に戻った。ルイスト牧師はウォーレス少佐に次の満潮は16時から18時の間だと知らせた。ルイスト牧師は前の4日間、日本軍機が島の上空を飛んでいたことを知らせ、乗員は多少の不安を感じた。その後3基のエンジンでターポンは離礁した。この哨戒では輸送船団の他、駆逐艦なども発見したが、魚雷発射の機会はなかった。3月5日、ターポンは40日間の行動を終えてフリーマントルに帰投した。
3月28日、ターポンは3回目の哨戒で真珠湾に向かった。4月11日、ターポンは「真珠湾へ帰投の途中、サイパン島とトラック諸島航路、父島とポンペイ島航路を哨戒せよ」との命を受ける。アンガウル島近海を経て、5月3日ごろまでサイパン・トラック航路および父島・ポンペイ島航路を哨戒した。この哨戒では、4月26日に2隻の駆逐艦を、4月29日には病院船に遭遇した。それ以外、他の標的とは接触することもなかった。5月17日、ターポンは52日間の行動を終えて真珠湾に帰投した。
5月30日、ターポンは4回目の哨戒でミッドウェー海戦に参加してオアフ島北方に向かった。パイク (USS Pike, SS-173) および駆逐艦リッチフィールド (USS Litchfield, DD-336) と哨戒チームを組んでカウアイ海峡を中心に哨戒。ターポンは敵艦と接触することはなく、6月9日に9日間の行動を終えて真珠湾に帰投。その後、ターポンはサンフランシスコに回航されてメア・アイランド海軍造船所でオーバーホールが行われ、攻撃力アップを企図して外装魚雷発射管が装備され、艦橋も改修された。作業は9月30日に完了した。艦長がトーマス・L・ウォーガン中佐（アナポリス1930年組）に代わった。

### 第5、第6の哨戒 1942年10月 - 1943年2月
10月22日、ターポンは5回目の哨戒でトラック諸島およびソロモン諸島方面に向かった。ブーゲンビル島北方、ニューアイルランド島近海などで哨戒。11月7日には輸送船団を発見して攻撃を行ったほか、病院船、4,000トン級輸送船、香取型練習巡洋艦および多数の漁船を観測したものの、11月7日の攻撃以外で雷撃を行うこともなかった。12月10日、ターポンは42日間の行動を終えてミッドウェー島に帰投。修理のため真珠湾に回航された。
1943年1月10日、ターポンは6回目の哨戒で日本近海に向かった。本州南方を哨戒していたターポンは、この哨戒でアメリカ潜水艦の戦術パターンの変化を示す戦果を挙げた。2月1日21時30分ごろ、相模湾から紀伊水道方面へ移動していたターポンは、御蔵島南方27海里の海域で水上航行中にレーダーで目標を探知し、水上航行の状態で追跡したのち、潜航することなく魚雷を4本発射して1本を命中させた。続く攻撃で外装発射管の2本の魚雷を発射し2本とも命中させ、北緯34度08分 東経138度18分 / 北緯34.133度 東経138.300度の地点で基隆に向かっていた貨客船伏見丸（日本郵船、10,940トン）を撃沈した。その4日後、ターポンは日本本土とトラック間航路の哨戒を始めた。2月8日21時45分、ターポンは大型船をレーダーで探知。標的は貨客船龍田丸（日本郵船、16,975トン）であり、兵員や軍需品を満載してトラックへ向かう途中にあった。ターポンは再び潜航せずに4本の魚雷を発射して全て命中させ、御蔵島の92度40海里、北緯33度45分 東経140度25分 / 北緯33.750度 東経140.417度の地点で龍田丸を撃沈した。護衛の駆逐艦山雲は龍田丸の爆発を見て反転し、「イカニセルヤ」と信号で問いつつ捜索と制圧を開始。ターポンは山雲の接近により潜航を余儀なくされ、戦果の確認はできなかった。その後は2隻の監視艇以外の敵に接触することはなかった。2月25日、ターポンは47日間の行動を終えてミッドウェー島に帰投した。

### 第7、第8の哨戒 1943年3月 - 9月
3月29日、ターポンは7回目の哨戒でマーシャル諸島およびトラック諸島方面に向かった。しかし、出港して5時間後にジェネレーターの異常が発見され、ただちに真珠湾に引き返した。修理の後、3月31日に再び出港。4月25日、ターポンはマキンに近接し、環礁内に水上飛行機があるのを確認した。その後はジャルート環礁とウォッジェ環礁の偵察を行い、ジャルート偵察では沖島型敷設艦と思しき艦艇を発見する。5月9日、ターポンはタロア島の無線所に対して艦砲射撃を行ったが、日本軍からの反撃を受けて後退した。この哨戒で航行中の敵船への攻撃は4月26日に一度あっただけであり、2本の魚雷を発射したものの命中せず、間もなく目標を見失った。5月15日、ターポンは47日間の行動を終えて真珠湾に帰投した。
7月30日、ターポンは8回目の哨戒で日本近海に向かった。ミッドウェー島に寄港の後、横浜に至る航路に取り付く。
8月12日1727、北緯33度30分 東経144度40分 / 北緯33.500度 東経144.667度の南鳥島北西沖で、南東を約14ノットで航行する伊153型潜水艦と思しき潜水艦、実際はラバウルに向かっていた呂105を発見。司令塔には日の丸と、白く書かれた「ロ105」の文字が見えた。ターポンは潜航し、1801に艦尾魚雷発射管から魚雷を2本発射したものの回避され、命中しなかった。8月16日、ターポンは野島崎近海で大鷹型航空母艦と推定される空母や高雄型重巡洋艦と思しき大型艦を含む日本海軍の機動部隊を観測したが、艦隊は高速で航行していたため攻撃を行うことはできなかった。8月21日、ターポンは護衛艦を従えた2隻の大型貨物船に遭遇する。ターポンは2隻に対してそれぞれ3本の魚雷を発射し、双方に損傷を与えたと判断した。7日後の8月28日、ターポンは御蔵島近海で特設給糧船神盛丸（日本海洋漁業、4,746トン）を撃破。9月4日には北緯35度56分 東経157度59分 / 北緯35.933度 東経157.983度の地点で、特設監視艇楡林丸（日本海洋漁業、97トン）を雷撃で撃沈した。9月8日、ターポンは40日間の行動を終えてミッドウェー島に帰投した。

### 第9、第10の哨戒 1943年10月 - 1944年1月
10月1日、ターポンは9回目の哨戒で日本近海に向かった。10月16日の夜、ターポンは藺灘波島近海で哨戒中に1隻の船をレーダーで探知。大型の補助艦であると確認した。ターポンは目標を追跡し、翌17日の1時56分に4本の魚雷を発射、2本が命中して目標は停止した。しかしながらすぐに航行を再開し、ターポンに向かって進んできた。ターポンは潜航し同船の下を航行、別の位置から3本の魚雷を発射し、1本を船尾に命中させた。敵はまだ沈まず、ターポンは再び魚雷を1本発射し、これを命中させ撃沈した。戦後の記録で、この船はドイツの仮装巡洋艦ミヒェル (Michel, Shiff 28) であったことが判明した。ミヒェルは太平洋でアメリカ潜水艦に撃沈された最初で最後のドイツ仮装巡洋艦であり、ミヒェルの沈没は、第一次世界大戦および第二次世界大戦で活躍したドイツの仮装巡洋艦の活躍に終止符を打つものとなった。4日後の10月20日、ターポンは三宅島近海で大鷹型航空母艦と駆逐艦を発見した。ターポンは水中から接近し、空母に対して4本の魚雷を発射した。しかしながら両艦とも速度を上げて攻撃を回避した。10月23日の朝にもレーダーにより3,500トン級貨物船と護衛艦を探知し、貨物船の目標に対して5本の魚雷を発射したが、魚雷は全て目標の下を通過した。11月3日、ターポンは34日間の行動を終えて真珠湾に帰投。艦長がトーマス・B・オークリー・ジュニア少佐（アナポリス1934年組）に代わった。
12月4日、ターポンは10回目の哨戒でマーシャル諸島方面に向かった。12月6日にジョンストン島で補給の後、翌7日には味方の機動部隊とすれ違う。12月13日にマロエラップ環礁を写真偵察したのを皮切りに、1944年1月4日にかけてターポンは主要任務であるマーシャル方面の様々な環礁の写真撮影を実施する。12月15日にはミリ環礁とウォッジェ環礁間を哨戒中に沿岸タンカーを発見して2本の魚雷を発射したものの、命中することはなかった。1月12日、ターポンは39日間の行動を終えて真珠湾に帰投。艦長がサベリオ・フィリッポーン少佐（アナポリス1937年組）に代わった。ターポンの修理期間は幾度か延長され、修理後は各種テストに供用された。

### 第11、第12の哨戒 1944年6月 - 10月
6月19日、ターポンは11回目の哨戒でトラック諸島方面に向かった。この哨戒でターポンは救助配備任務に当たったが、実際にパイロットの救助を行うことはなかった。7月14日、北緯07度07分 東経152度18分 / 北緯7.117度 東経152.300度の地点で沿岸貨物船と思われる目標に対して3本の魚雷を発射したものの、全弾が外れた。貨物船と思われた目標は偽装した駆潜艇であり、ターポンは爆雷を回避するため潜航しその海域を離脱した。7月25日夜には北緯06度47分 東経152度07分 / 北緯6.783度 東経152.117度の地点でレーダーにより漁船の小船団を探知し、最大の目標に対して3本の魚雷を発射したが、これも全弾が外れ、艦砲で攻撃を行うため目標に接近した。4インチ砲は2射目の後、送弾不良を生じ、機銃による射撃だけが続けられた。ターポンは送弾不良を直すために後退し、その後攻撃を再開した。全弾を消費し攻撃の中止を強いられる前にターポンは、80トン級漁船を破壊して3隻の250トン級護衛艇に損害を与えたと判断された。8月8日、ターポンは41日間の行動を終えてマジュロに帰投した。
8月31日、ターポンは12回目の哨戒でトラック諸島方面に向かった。この哨戒でも再び救助配備任務に就いた。10月6日にマジュロに立ち寄る。10月14日、ターポンは45日間の行動を終えて真珠湾に帰投。これがターポンの最後の哨戒となった。

### 戦後
ターポンは本国東海岸への帰還を命じられた。1944年のクリスマスイブに真珠湾を出航し、1945年1月17日にコネチカット州ニューロンドンに到着した。東海岸での活動後、ターポンは1945年11月15日にボストンで退役した。1947年の初めにターポンは海軍予備役兵の訓練艦任務に就くことが予定された。3月28日に曳航されてボストンを出航し、4月9日にニューオーリンズに到着、17日から任務に就いた。ターポンは第8海軍管区で訓練潜水艦として使用され、1956年9月5日に除籍された。その後、ターポンは1957年8月26日、スクラップとして処分するため曳航中にノースカロライナ州のハッテラス岬南東部で沈没した。
ターポンは第二次世界大戦の戦功で7個の従軍星章を受章した。